# Лиманы (Витовский район)
Лиманы (укр. Лимани) — село в Витовском районе Николаевской области Украины.
Население по переписи 2001 года составляло 2154 человек. Почтовый индекс — 57285. Телефонный код — 512. Занимает площадь 4,5 км².

## История
Образовано в 1956 году путем объединения сел Святотроицкое, Ефимовка и Кисляковка.